# Ludwig Beck (Industrieller)

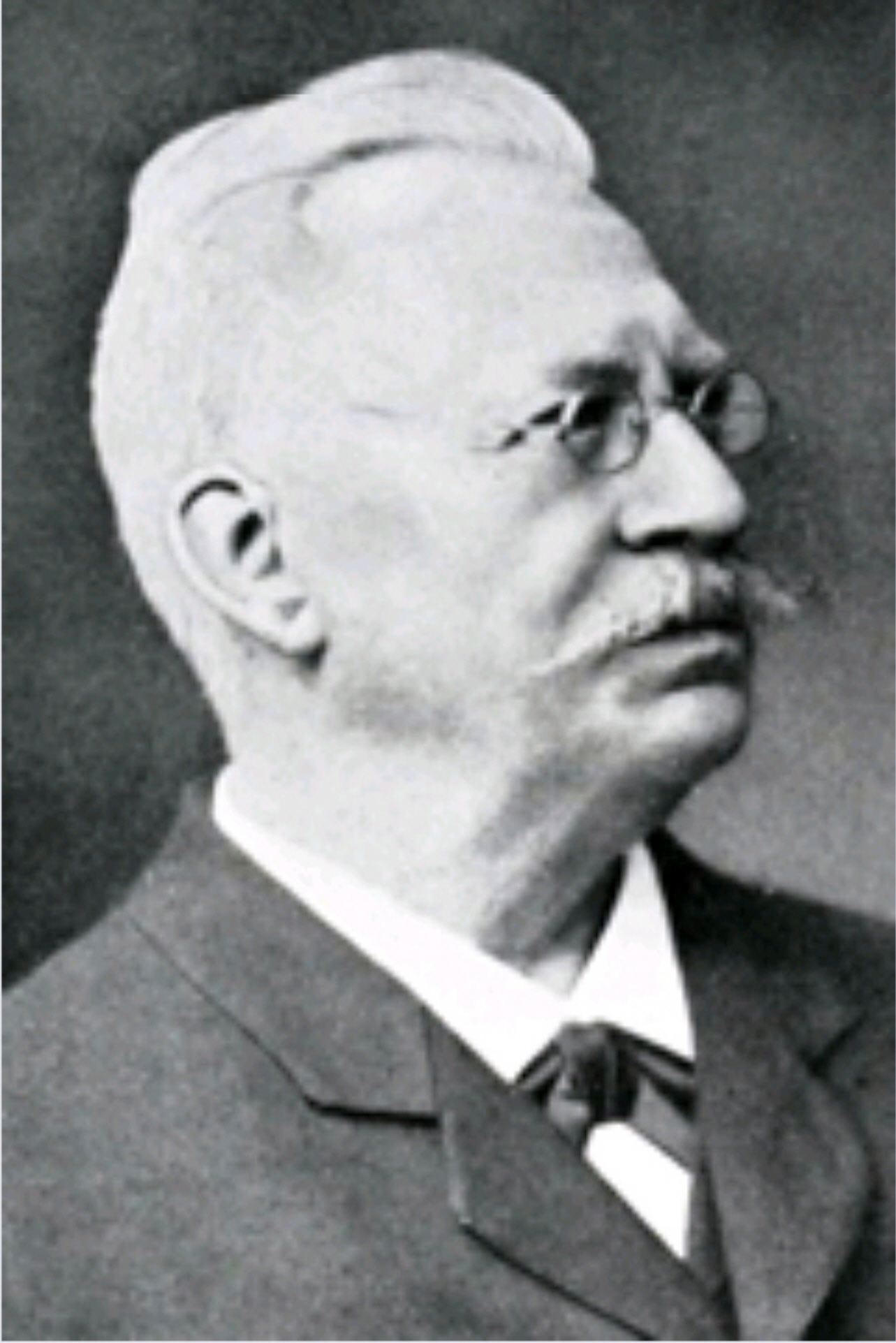

Ludwig Georg Ernst Wilhelm Beck (* 10. Juli 1841 in Darmstadt; † 23. Juli 1918 in Biebrich) war ein deutscher Metallurg und Eisenhüttenkundler, er war Inhaber der Nassauischen Rheinhütte.

## Leben
Ludwig Beck wurde als Sohn des Geheimsekretärs im Kriegsministerium, Friedrich Jacob Beck (1812–1857), und dessen Ehefrau Auguste Luise Nebel (1772–1854, Tochter des Medizinprofessors Ludwig Nebel) geboren und besuchte das Gymnasium sowie die höhere Gewerbeschule in Darmstadt und promovierte nach Abschluss eines Chemie-Studiums an der Ruprecht-Karls-Universität Heidelberg 1861 bei Robert Bunsen. Weitere theoretische Erfahrungen gewann er bis 1863 an der Bergakademie Freiberg und der Bergakademie Leoben. In Freiberg schloss er sich dem Corps Franconia und in Leoben dem Corps Tauriscia an. Praxiserfahrung sammelte er in verschiedenen Berg- und Hüttenwerken an der Lahn und bei der Henrichshütte in Hattingen. In den Jahren 1864 und 1865 war er Assistent von John Percy an der Royal School of Mines in London. 1865 kehrte er nach Deutschland zurück und war bis 1867 als Hochofeningenieur in Altenhundem tätig. Dann hielt er in Darmstadt und Frankfurt am Main Vorlesungen. Zum 1. März 1869 erwarb er die Nassauische Rheinhütte, die er von einem Hochofenbetrieb zu einer erfolgreichen Kupolofen-Gießerei umbauen ließ. In der 1898 gekauften Villa Beck in Biebrich, einem heutigen Ortsteil von Wiesbaden, vollendete er neben seiner unternehmerischen Tätigkeit sein weltweit beachtetes fünfbändiges Hauptwerk Die Geschichte des Eisens in technischer und kulturgeschichtlicher Beziehung, in dem er nicht nur die Technik selbst darstellte, sondern auch ihre Auswirkungen auf die Gesellschaft beschrieb. Dieses Werk und weitere Veröffentlichungen trugen ihm am 12. Mai 1905 die Ernennung zum Professor, 1909 die Carl-Lueg-Denkmünze des Vereins Deutscher Eisenhüttenleute und im Jahr darauf die Verleihung der Ehrendoktorwürde der Technischen Hochschule Aachen (als Dr.-Ing. E. h.) ein. Weitere Auszeichnungen Becks waren die Kriegsdenkmünze 1870/71 für Nichtkämpfer, die Rote Kreuz-Medaille IV. Klasse, das Ritterkreuz I. Klasse des Grossherzoglich Hessischen Philipps-Ordens, das Ritterkreuz I. Klasse des Luxemburgischen Herzog Adolf-Ordens sowie das Ehrenbürgerrecht der Stadt Biebrich. Seine nicht mehr zum Abschluss gelangten jahrelangen Forschungen zur Geschichte der Nassauischen Eisenindustrie wurden von dem preußischen Staatsarchivdirektor Hans Schubert fortgeführt und 1937 publiziert.
Ludwig Beck war Mitglied des Roten Kreuzes und des Vereins Deutscher Ingenieure (VDI). Beim VDI gehörte er zunächst dem Frankfurter Bezirksverein, seit dessen Gründung im Jahr 1904 dem Rheingau-Bezirksverein an.
Beck war mit der aus einer hessischen Juristenfamilie stammenden Bertha Beck geb. Draudt (1845–1909) verheiratet. Mit ihr hatte er drei Söhne. Der mittlere war der am Attentat vom 20. Juli 1944 beteiligte Generaloberst Ludwig Beck. Der Fabrikant und Technikhistoriker Theodor Beck war sein zwei Jahre älterer Bruder. Der Generalmajor Friedrich war der älteste Bruder.

## Schriften
- Geschichte des Eisens. 5 Bände, Braunschweig 1884–1902.